# Filfila
Filfila è un comune dell'Algeria, situato nella provincia di Skikda.